# 나하리정
나하리정(일본어: 奈半利町)은 일본 고치현 동부에 있는 아키군의 정이다.

## 지리

### 인접한 자치체
- 기타가와촌
- 다노정
- 무로토시

## 역사
- 1916년 5월 1일 - 나하리촌이 정으로 승격해 나하리정이 되었다.

## 교통

### 철도
- 도사쿠로시오 철도 아사선

### 도로
- 아난아키 자동차도
- 국도 55호선
- 국도 493호선